# IC 3174
IC 3174 је спирална галаксија у сазвјежђу Дјевица која се налази на листи објеката дубоког неба у Индекс каталогу.
Деклинација објекта је + 10° 14' 44" а ректасцензија 12h 20m 29,5s. Привидна величина (магнитуда) објекта IC 3174 износи 14,4 а фотографска магнитуда 15,2. IC 3174 је још познат и под ознакама CGCG 70-20, VCC 419, NPM1G +10.0295, PGC 39822.